# Región corporativa de Princes Town
Princes Town es una región de Trinidad y Tobago.

## Geografía
La región abarca parte de la isla Trinidad y limita al norte con la región de Couva-Tabaquite-Talparo, al sur con el canal de Colón, al este con la región de Mayaro-Rio Claro y al oeste con la ciudad de San Fernando y la región de Penal-Debe.

## Organización territorial
Consta de cincuenta y cinco localidades:
- Barrackpore (parcial)
- Basseterre
- Ben Lomond
- Bon Jean
- Borde Narve (parcial)
- Broomage
- Brothers Settlement
- Buen Intento
- Canaree
- Cedar Hill
- Cleghorn and Mt. Pleasant
- Corinth
- Coryal Village
- Dyers Village
- Eccles Village (parcial)
- Fifth Company
- Friendship (parcial)
- George Village
- Golconda (parcial)
- Hard Bargain
- Harmony Hall
- Hindustan
- Iere Village
- Indian Walk
- Jordan Village
- Kumar Village
- La Lune
- La Ruffin
- La Savanne
- Lengua Village-Barrackpore
- Lothian
- Malgretoute
- Marac
- Matilda
- Moruga Village
- New Grant
- Palmyra
- Palmyra Village-Mt. Stewart
- Petit Café
- Petit Morne
- Piparo (parcial)
- Princes Town
- Reform Village
- Robert Village
- Sisters Village
- Sixth Company
- St. Charles Village
- St. Clements
- St. Croix Village (parcial)
- St. John's Village (parcial)
- St. Julien
- St. Madeline
- St. Mary's Village
- Tableland
- Usine St. Madeline

## Demografía
Datos demográficos de la región de Princes Town:
| Gráfica de evolución demográfica de Princes Town entre 2000 y 2011 |
|                                                                    |